# Ringmärkning

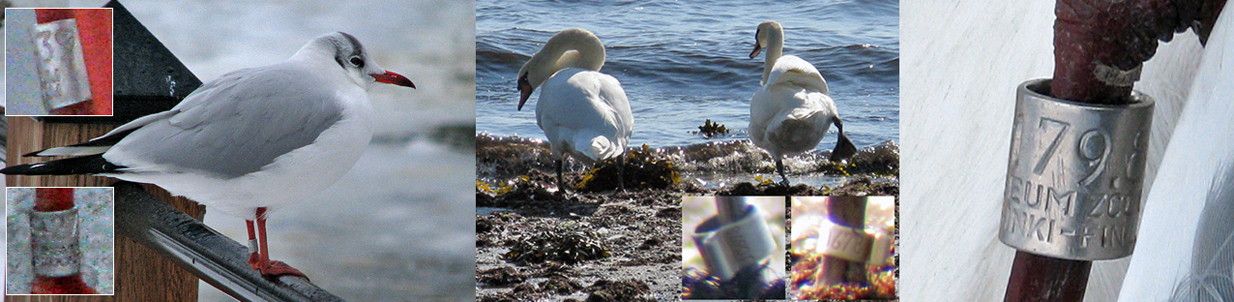
Exempel på märkta fåglar som genom fotodokumentation blivit identifierade. Från vänster skrattmås, svenskmärkt 2k, knölsvan svenskmärkt 17k och skrattmås, död, finskmärkt 9k.

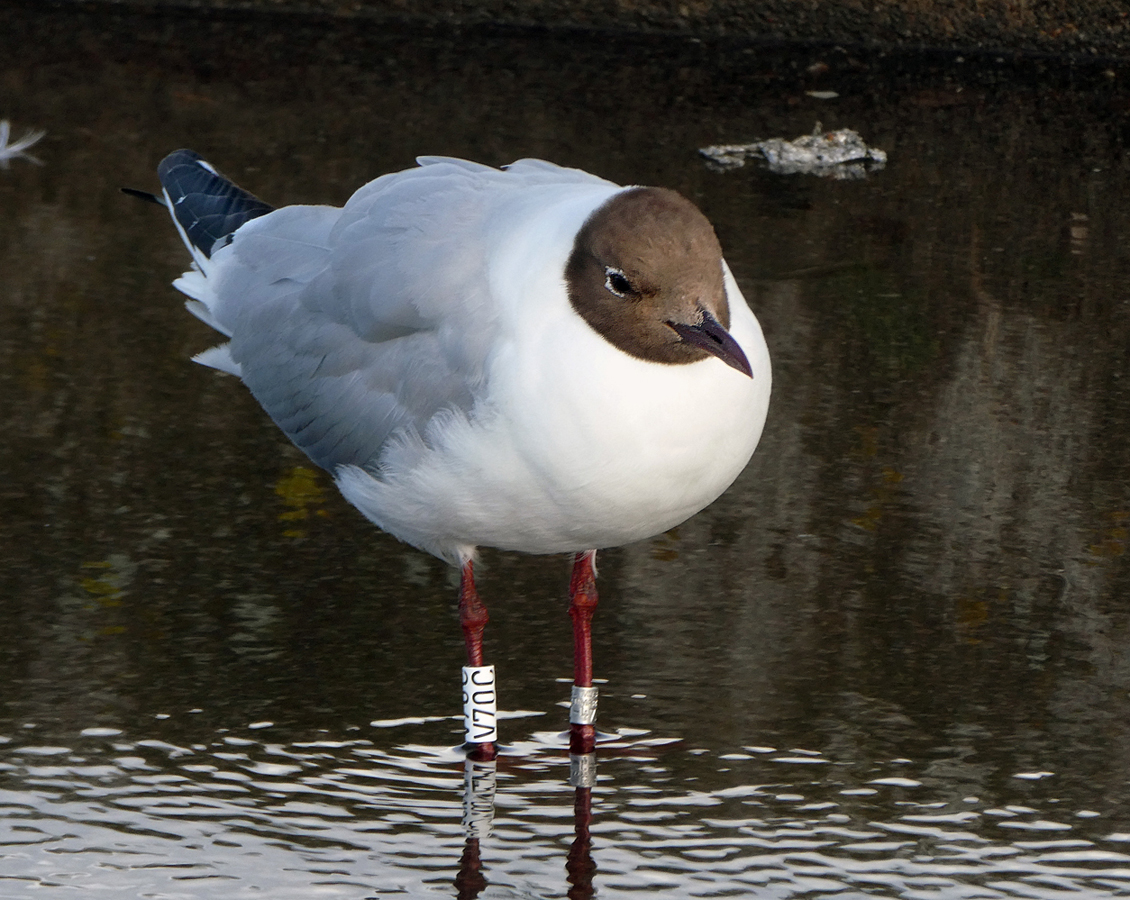
En Skrattmås som utöver stålringen även är märkt med en alfanumerisk plastring som gör det lättare att avläsa på långt håll, denna individ är märkt i Danmark.

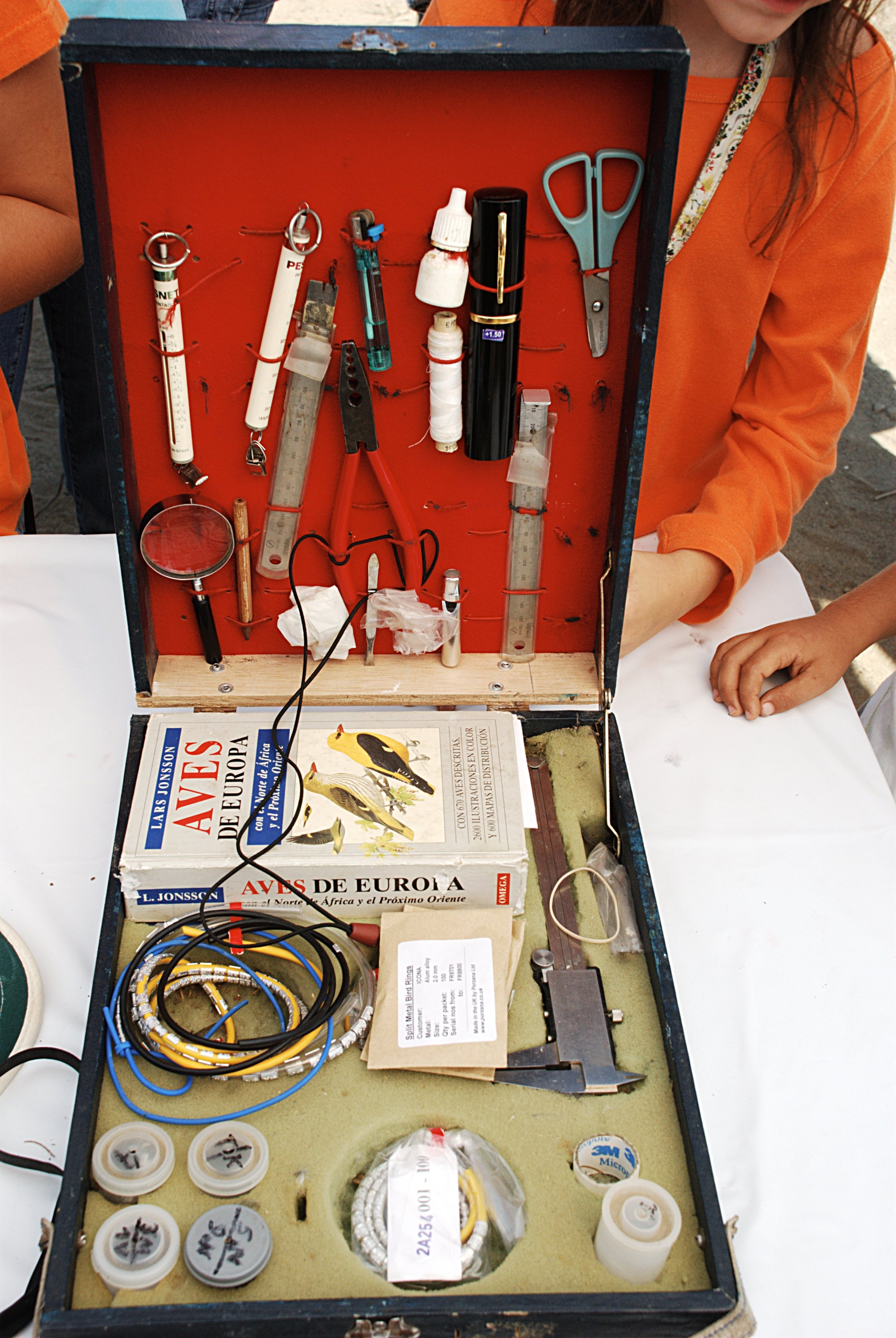
Ett s.k. fältkit, en väska med utrustning för att mäta, väga och ringmärka fåglar.

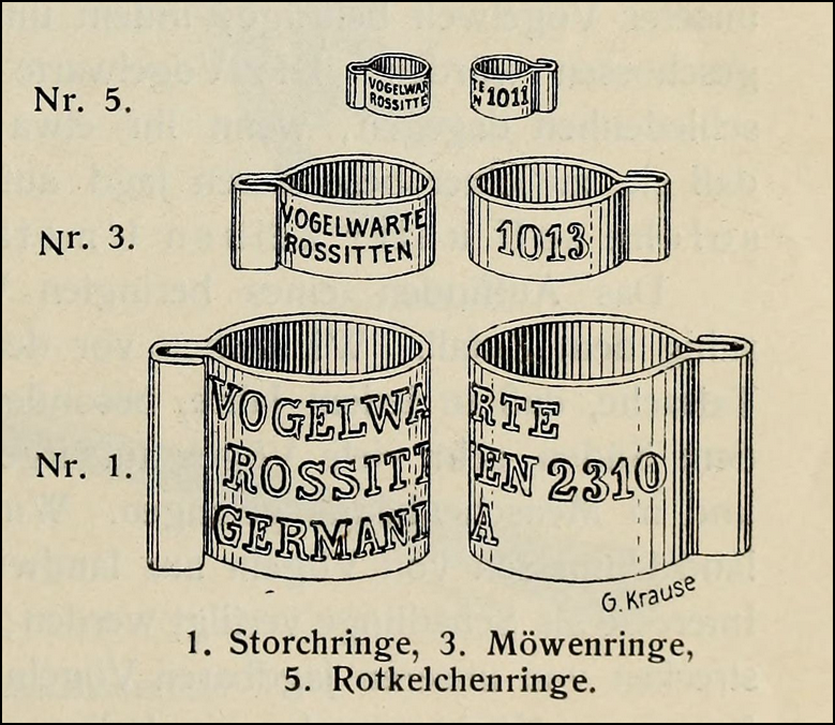
Rossitten Fågelstation var världens första fågelstation, denna typen av ringar användes till rödhake, måsar/trutar och storkar 1910.

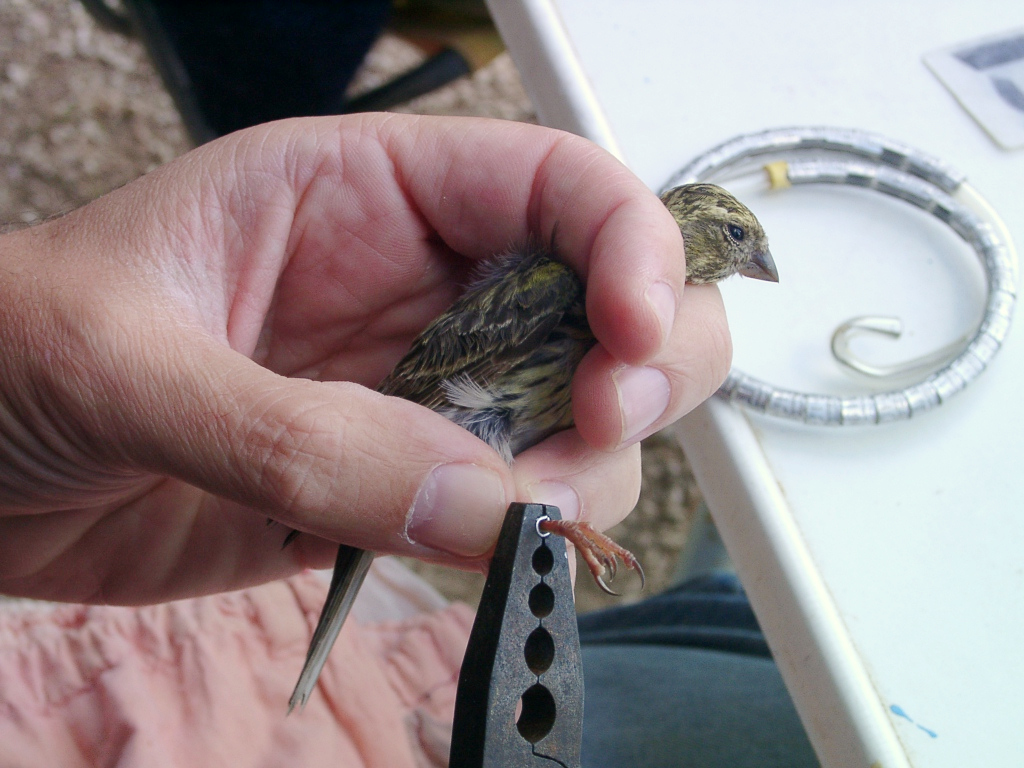
Ringmärkning av en gulhämpling

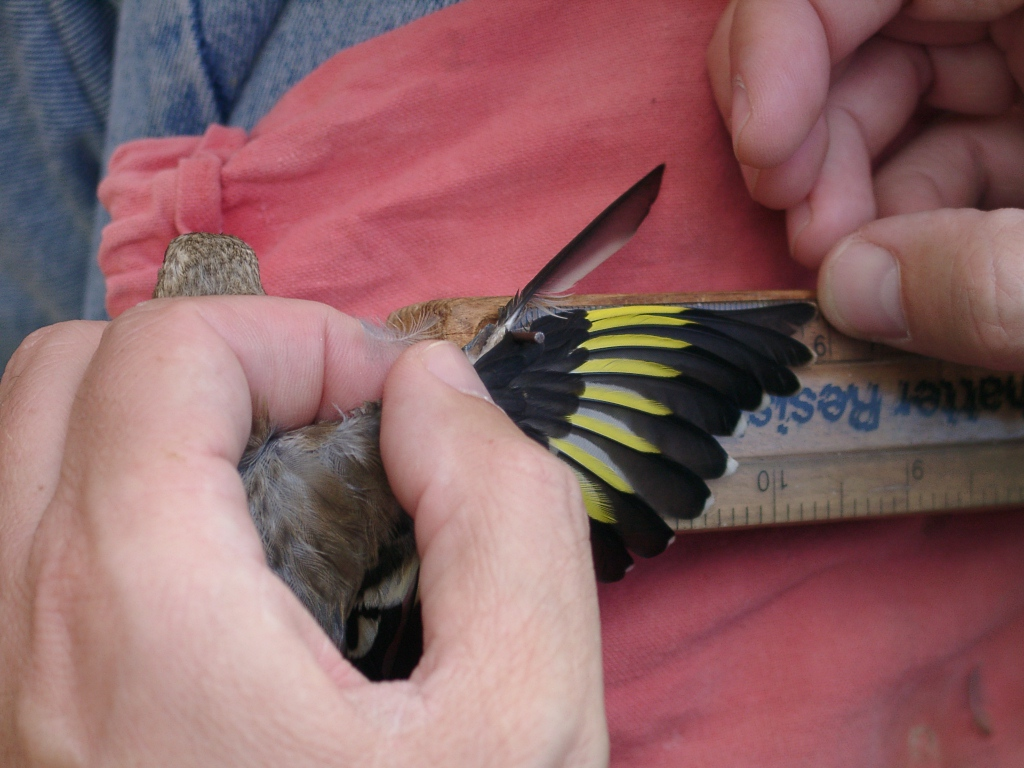
Mätning av handpennorna hos en steglits.

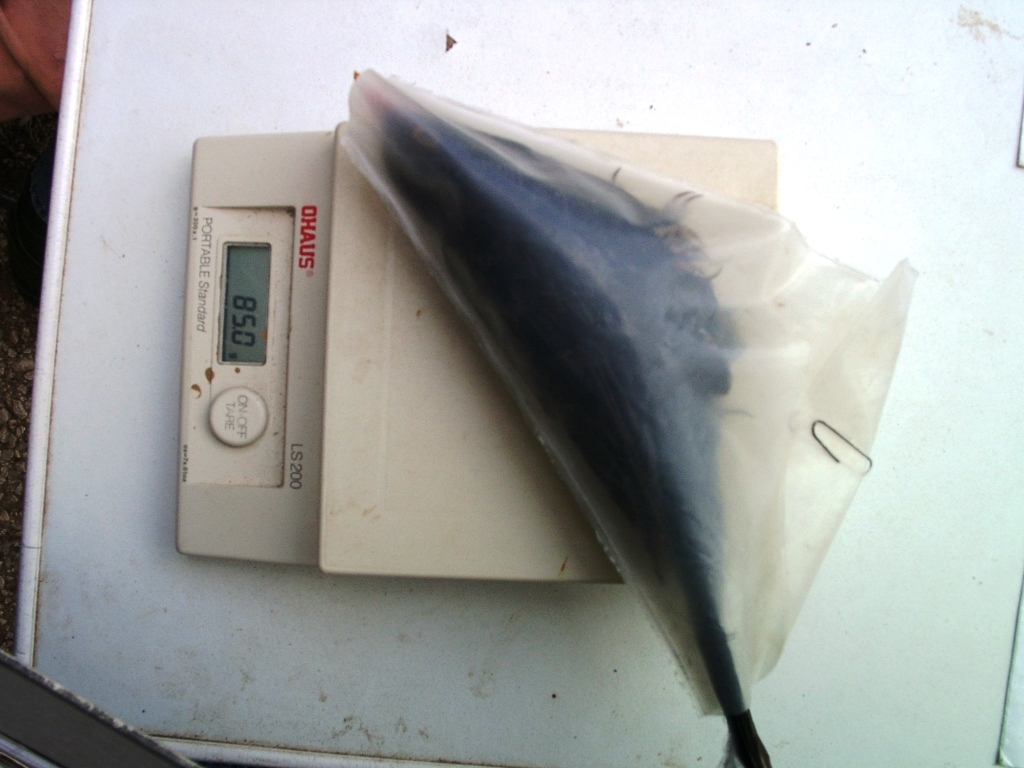
Vägning av en koltrast som väger 85 gram.

Ringmärkning är fästandet av en ring med identitetsmärkning på en fågels ben. Metoden används vid forskning, och ger framförallt möjligheter att studera levande fåglar mer i detalj och registreringen kan ge kunskap om flera olika aspekter som bland annat fåglars förflyttningar, livslängd och populationsutveckling. Vid ringmärkning fångas fågeln in och märks med en liten lätt ring av metall eller plast som oftast sätts runt tarsen på fågeln. Varje ring har en unik sifferkombination. I Sverige förekommer det också ringmärkning.

## Historik
Fåglars förflyttningar och deras förmåga att hitta rätt har länge fascinerat människan och tidigt var ett av syftena med ringmärkning att undersöka dessa fenomen. Enstaka personer började i slutet av 1800-talet med tester av ringmärkning. Redan 1899 började dansken Hans Christian Mortensen ringmärka starar. Den första organiserade ringmärkningen började 1909 av Arthur Landsborough Thomson i Aberdeen och Harry Witherby i England. I Sverige började man med ringmärkning 1911.
Mer historik kring studiet av fåglars flyttning, se Flyttfågel#Historik.

### Biometri
Vid fångsttillfället noteras som regel följande standarduppgifter om fågelindividen: år, datum, klockslag, plats, art, kön och ålder. Man mäter också vissa standardiserade delar av fågeln som vinglängd, det vill säga avståndet mellan fågelns vingknoge till spetsen på den längsta vingpennan. Detta görs när vingen är maximalt utsträckt, alltså mer än vad fågeln själv klarar av att sträcka vingen i flykt. På samma sätt mäter man vingspannet, det vill säga från vingspets till vingspets. Detta vingspannsmått är inte det samma som ofta står i modernare fälthandböcker där man istället anger det största spann som fågeln naturligt kan uppnå i flykt. Man mäter även tarsens längd, fågelns vikt och fettklass. Därutöver kan andra specialuppgifter tas som till exempel ruggning, hur mycket årsungar har utvecklats, ögonfärg, näbblängd och annan biometri. Allt registreras i särskilda protokoll och läggs in i en databas av ringmärkaren. När så en fågel infångas igen, ett så kallat återfynd, läser man av ringen och denna information kan senare bli underlag för statistik.

### Resultat och syften
Ringmärkning har hittills bland annat gett information om exempelvis vilka rutter flyttfåglar nyttjar, var de övervintrar, hur snabbt de flyger och hur gamla de blir. Forskning pågår fortlöpande där man använder sig av statistik från ringmärkning bland annat för att inhämta mer kunskap om fåglars orienteringsförmåga, fågelsjukdomar, virus, reproduktion, beteende och överlevnad.
Huvudsyftet för ringmärkningen är idag att fortsatt vara en viktig del av miljöövervakningen i världen. Det sker ständiga förändringar i naturen exempelvis med arter som ökar eller minskar. Ringmärkningen är ett effektivt instrument för att upptäcka dessa fluktuationer och kan ge tidiga indikationer när det sker biotopförändringar och miljöförstöring på olika platser.

## Fångstmetoder
Det vanligaste sättet att fånga in fåglar för ringmärkning är att använda mjuka fina slöjnät tillverkade av silkes- och nylontrådar. Det finns flera olika varianter av nät. Till exempel dubbelnät. Det består av två nät som sitter ovanpå varandra. Det är utmärkt för att fånga högtflygande fåglar.Det förekommer även så kallade helgolandsfällor som är en sorts stora ryssjor som står på land, och speciella burar (mjärdar) för främst änder och vadare. Det är viktigt att poängtera att fåglarna inte skadar sig av att flyga in i näten. Däremot måste man vara utbildad för att kunna plocka loss fåglarna på ett säkert sätt ur näten.

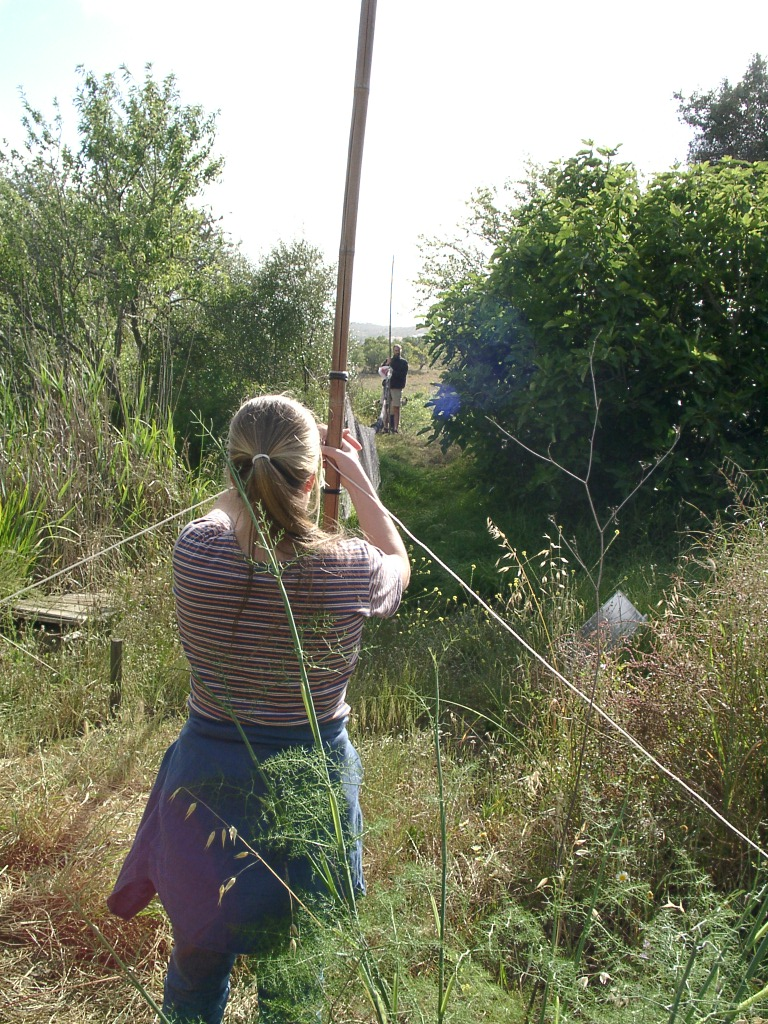
Sträckning av fångstnät.
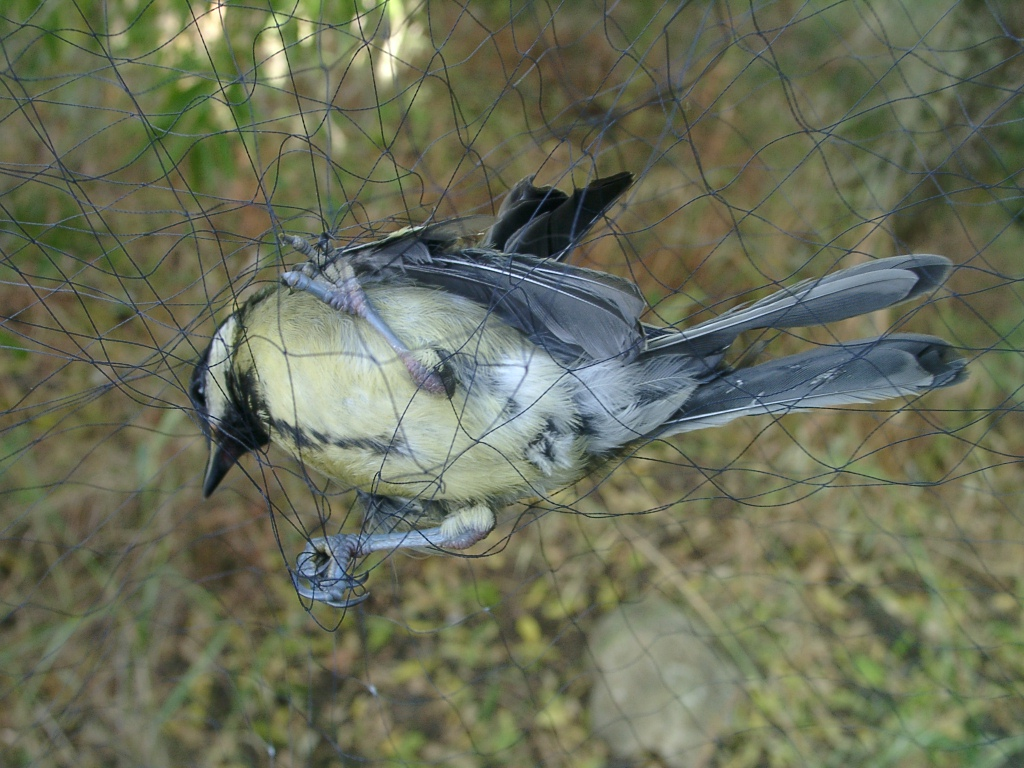
Infångad talgoxe.
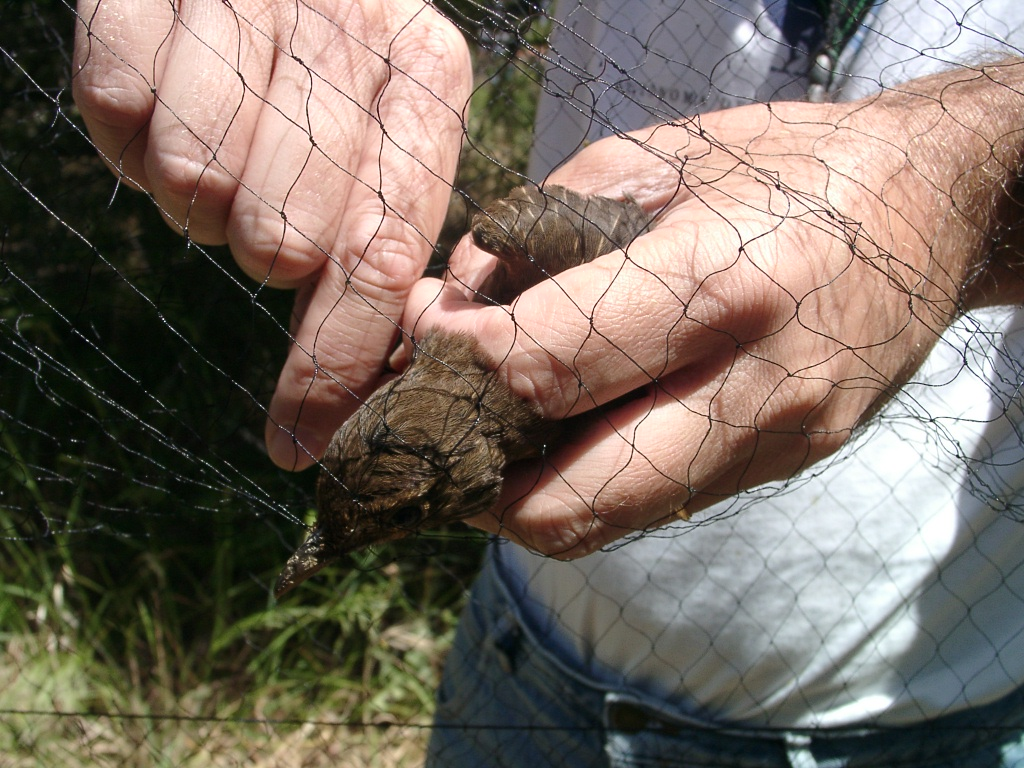
Här tas en koltrasthona loss från ett fångstnät.
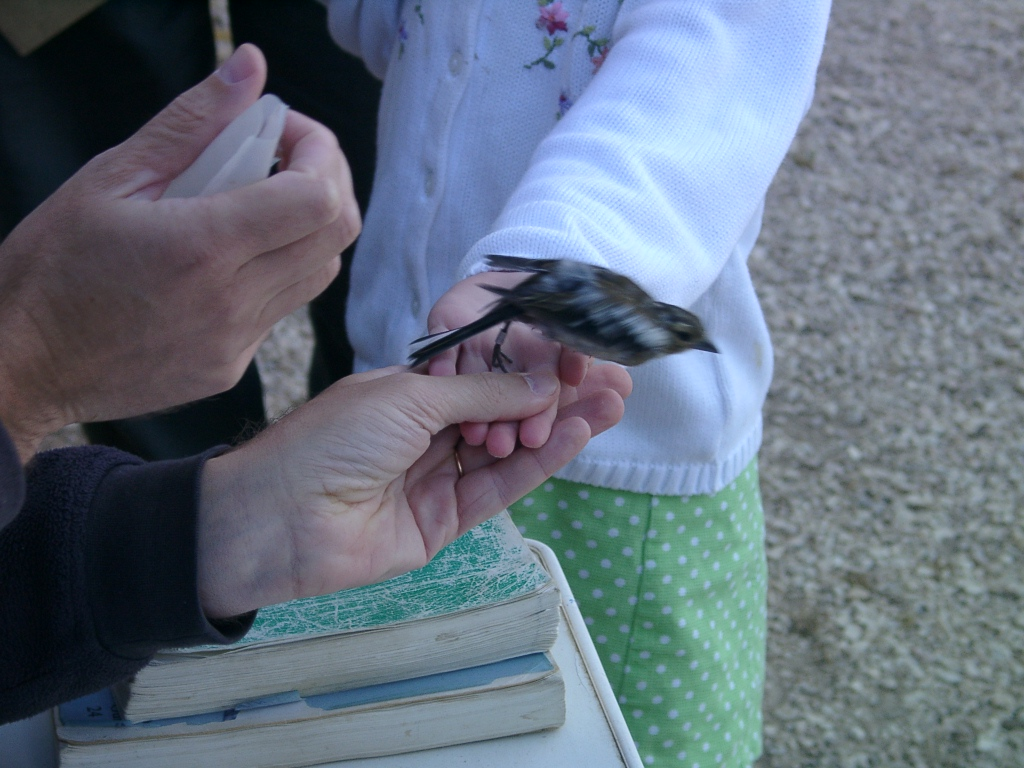
En bofinkshona släpps efter att ha blivit ringmärkt.
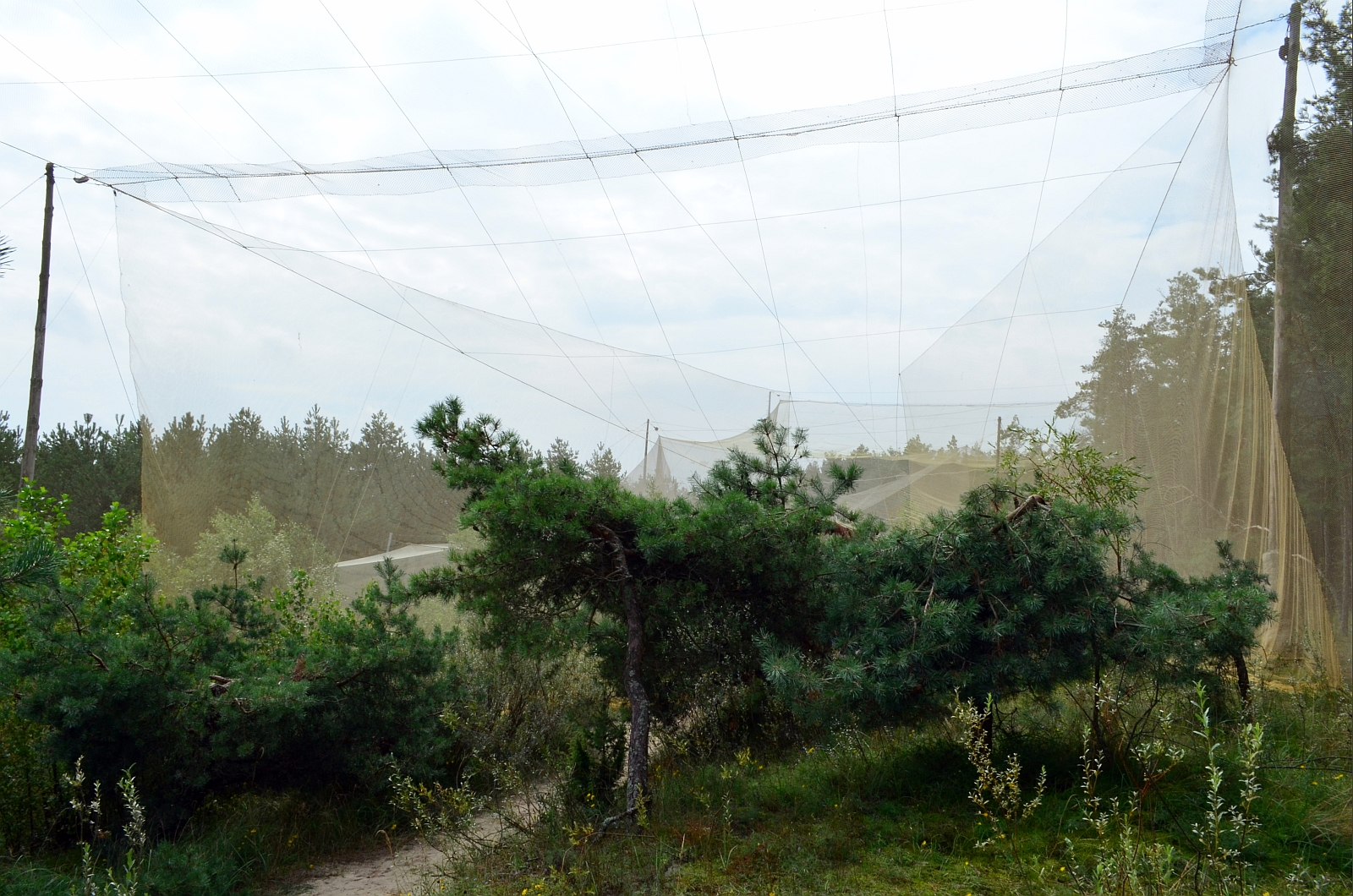
Fångstnät vid Fältstation Fringilla i Ryssland 2011.

## Liknande projekt

### Radio- och satellitsändare
När forskare behöver detaljerad information av en individs rörelser kan de använda sig av små radiosändare som sätts fast på fågeln. För mindre fåglar sätts den på ryggen medan större kan ha den fastsatt på stjärtfjädrarna eller på benet. Sändaren brukar ofta ha en 10 centimeter lång, mjuk antenn för att förstärka signalen. Man använder sig sedan av två mottagare för att triangulera fågelns position. Sändaren tas antingen av genom att man fångar in fågeln igen eller också är sändaren försedd med en automatisk mekanism som gör att sändaren lossar efter en bestämd tid. Denna metod med radiosändare används ofta för arter som lever i områden där visuell kontakt är extra svår som exempelvis regnskogsområden och dylikt. 
År 2014 startade man i USA och Kanada spårning av sändarförsedda fåglar i ett projekt kallat Motus, projektet har spridit sig och det finns mer än 1 500 mottagarstationer installerade i 34 länder, över 40 000 olika djur har försetts med sändare. De flesta mottagarna är koncentrerade till USA och Kanada där nätverket skapades. I Sverige finns sedan 2020 ett 20-tal mottagare från Falsterbo till Umeå. 
Forskningsprojekt där man använder sig av satellitsändare är än så länge förbehållet större arter som väger minst 400 gram. Denna metod används idag gärna på exempelvis gäss, svanar och större långflygande havsfåglar som albatrosser. De flesta sändarnas livslängd beror på batteriet och är ofta konstruerade att lossa när fågeln ruggar eller också infångar man fågeln igen för att ta loss sändaren.

### Märkning som är synlig i fält

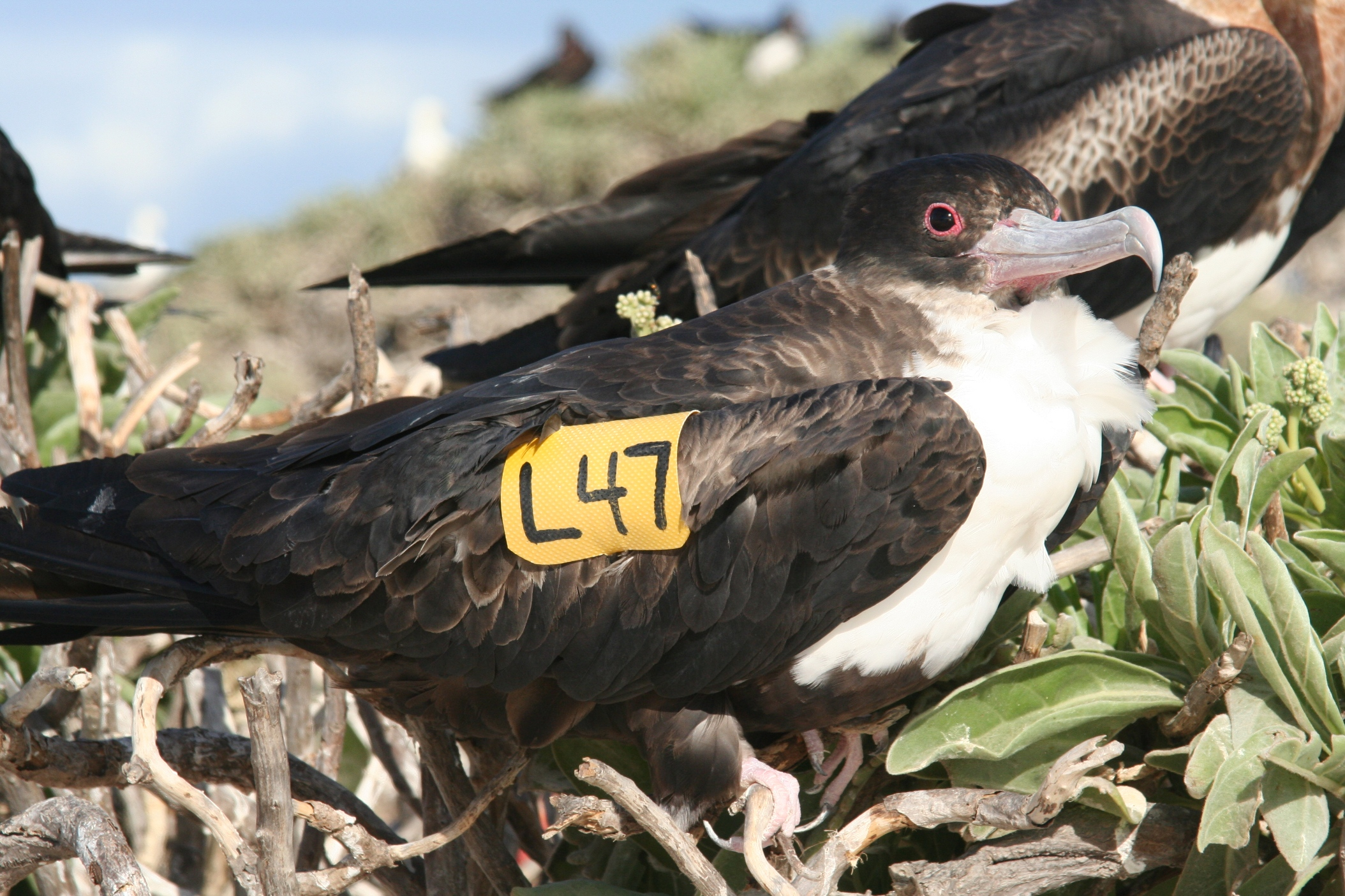
En hona av större fregattfågel (Fregata minor), märkt med en väl synlig vingmärkning som en del i en häckningsstudie.

Inom vissa forskningsprojekt använder man sig av märkning av vingpennorna med klart färgade plastmarkeringar i olika färger med tryckta bokstäver i unika kombinationer. Detta gäller ofta större fåglar som exempelvis örnar som man sen kan registrera direkt i fält med hjälp av kikare och på detta sätt slipper man fånga in fåglarna igen. Eftersom dessa märkningar sitter fast på fjädrarna lossar de vid ruggning. I vissa fall kan man byta ut en fjäder genom "ympning" och då istället sätta fast en falsk, klart färgad fjäder som är lätt att se.
Man använder sig också av klart färgade ringar, ofta av plast, som sätts fast på tarsen (mellanfotsbenet) ungefär på samma sätt som vid vingmärkning för att man ska kunna läsa av vilken fågel det är i fält utan att behöva fånga in fågeln. Detta görs för att störa fåglarna så minimalt som möjligt. Denna form av ringmärkning används ofta för kortare undersökningar då plastringarna förstörs och ramlar av. Det är därför brukligt att man även ringmärker dessa individer med en metallring för längre studier.
Ibland märker man huvudet, nacken eller halsen på arter som man oftast inte ser fötterna på, exempel på detta kan vara änder, gäss och svanar. Det förekommer också en form av näbbplattor som man fäster genom de näsborrar som bara vissa arter är utrustade med. Denna form av näbbmärkningar används inte på fåglar i isigt klimat eftersom det då kan fastna is som kan sätta igen näsborrarna.

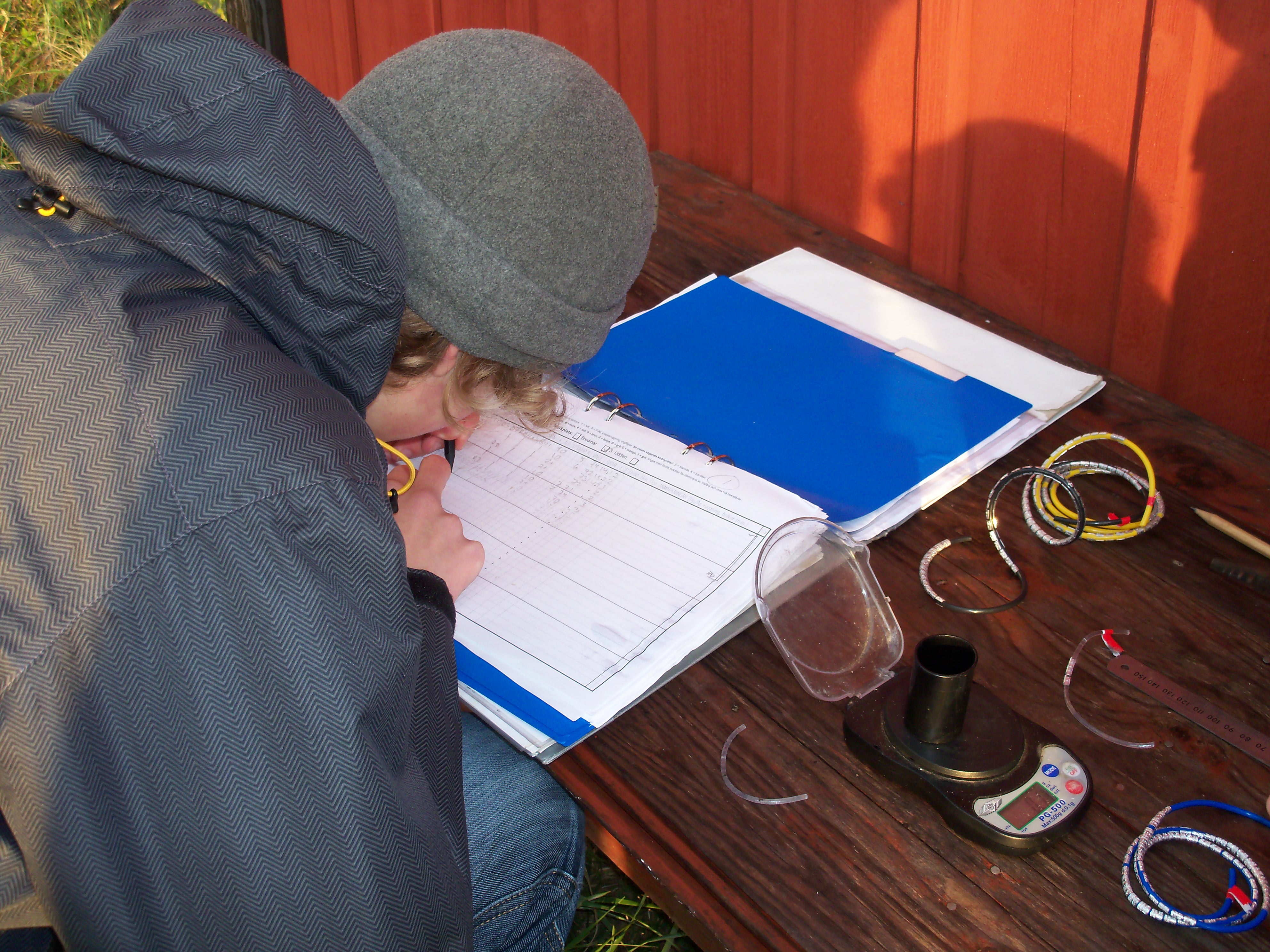
En ringmärkningsassistent för protokoll vid stationen i Landsort.
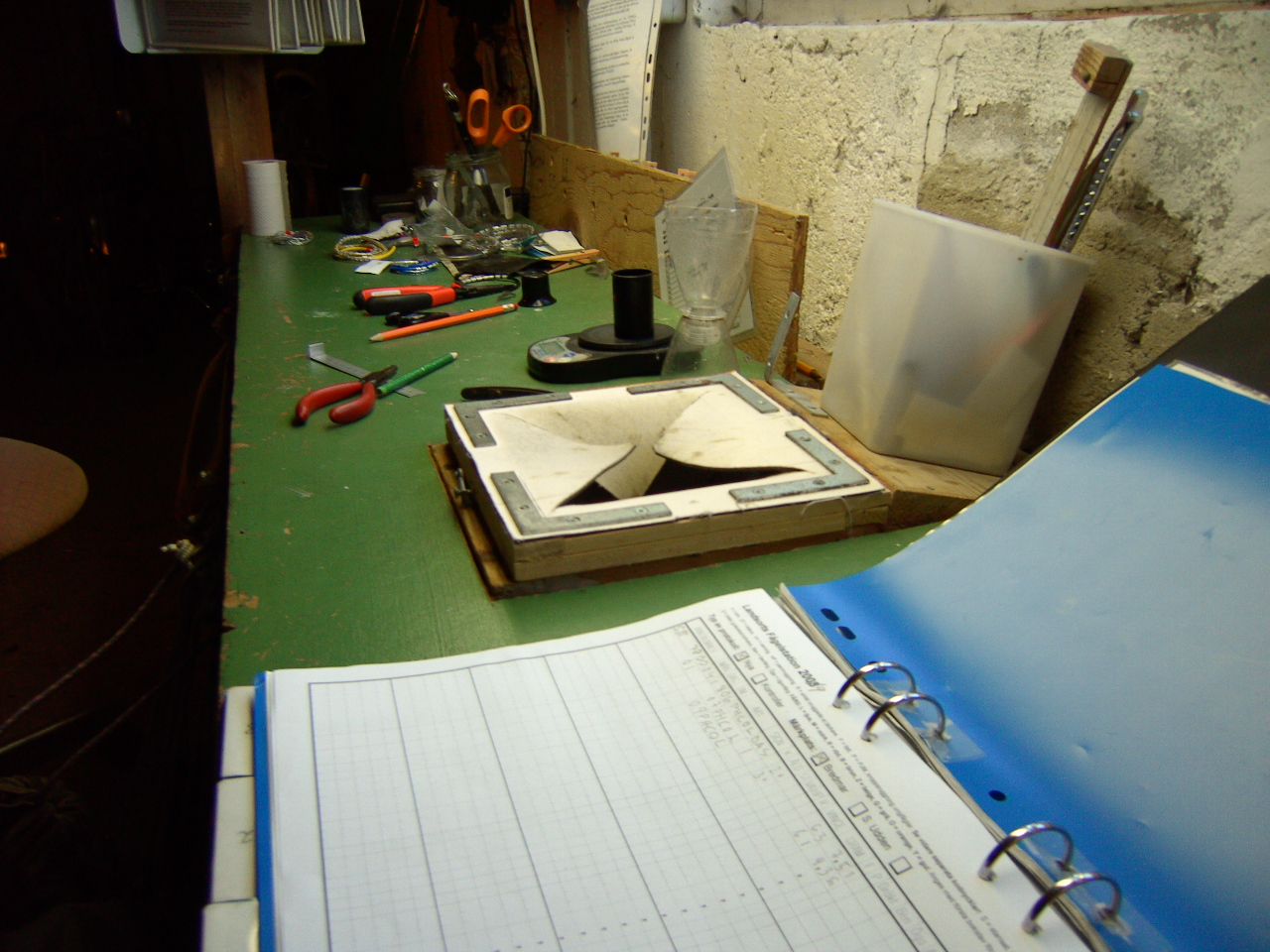
Källarutrymmet där ringmärkning sker på Landsorts fågelstation.

### Guidningar
De flesta fågelstationer ordnar guidningar för grupper mot betalning och vid förbokning. Dessa sker i mån av tid och personaltillgång. Man bör kontakta respektive fågelstation för att se om det är möjligt att ordna.

### Ringmärkningens effekter på fåglarna
Hur fåglar påverkas av ringmärkning är omdiskuterat. Själva ringen i sig utgör ett oerhört litet ingrepp motsvarande vikten av en armbandsklocka för oss människor. Själva infångandet kan vid extrema väderlägen, med ibland alltför trötta eller sjuka individer i fångsten, innebära att någon fågel skadas eller dör. Men det vanliga är att det går bra och fåglarna flyger vidare mot sina fortsatta mål. Bevisligen klarar de allra flesta fåglarna trots allt av det korta ingreppet som ringmärkningen utgör. Många återfynd visar på olika åldersrekord, exempelvis är Europas äldsta kända sillgrissla återfunnen i Ångermanland 2004, då den var över 38 år.